# Magic Man

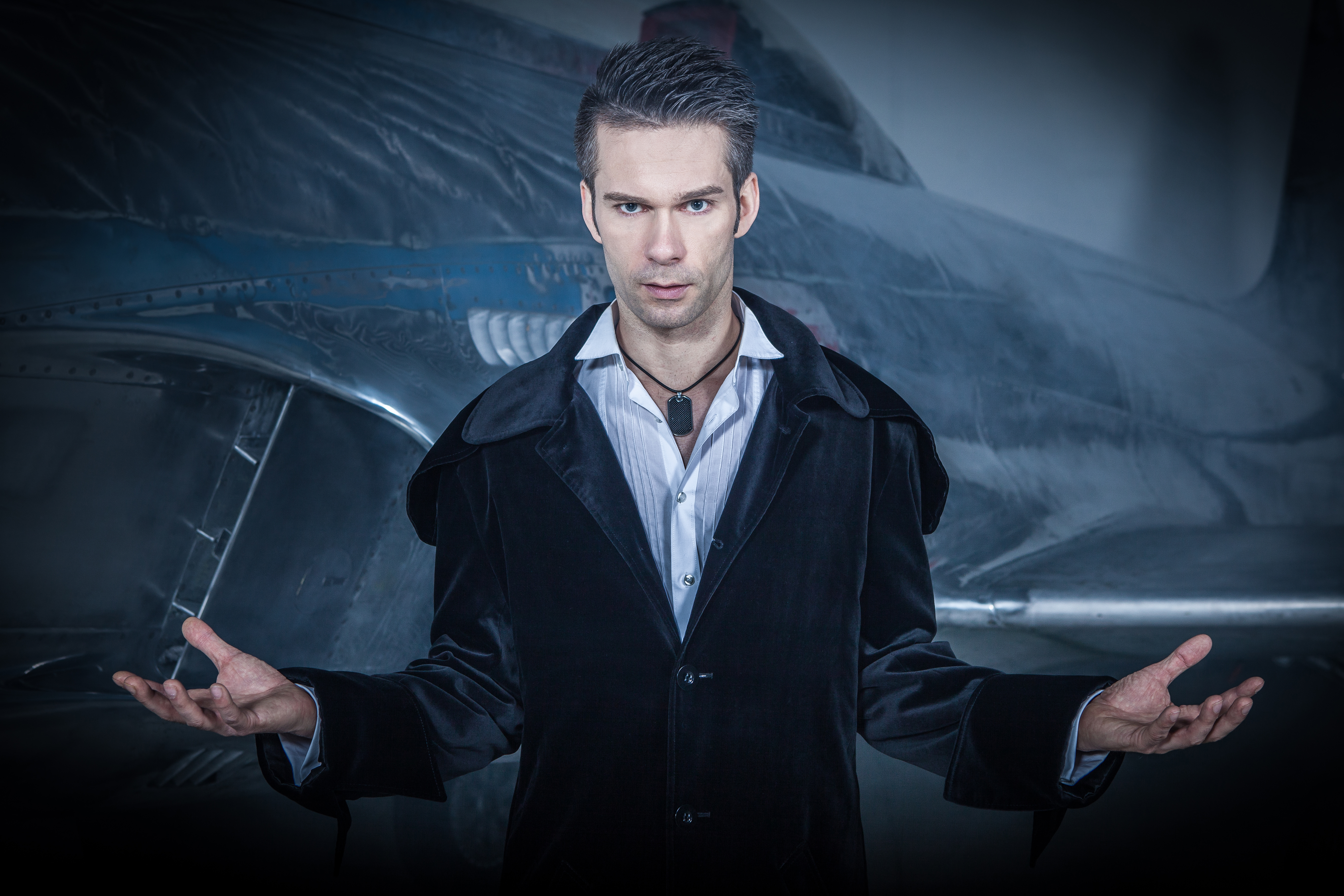
Zauberer & Illusionist MAGIC MAN Willi Auerbach

Magic Man (* 2. Juli 1980 als Willi Auerbach in Waldkirch) ist ein deutscher Zauberkünstler, Illusionist und Zaubertrickentwickler.

## Leben
Auerbach ist in Waldkirch bei Freiburg geboren und aufgewachsen. Im Alter von 17 Jahren kam er zum ersten Mal mit der Zauberkunst in Berührung. Nach Abschluss einer Ausbildung zum Industriemechaniker und des Studiums zum Dipl.-Ing. (FH) im Studiengang Medien und Informationswesen an der Hochschule Offenburg, widmet sich Auerbach seit 2009 hauptberuflich der Zauberkunst.
Seit 2002 ist er Mitglied im Magischen Zirkel von Deutschland.

## Schaffen
Zu den spektakulärsten Effekten seiner Karriere gehört die Flying Illusion, bei der Auerbach scheinbar die Schwerkraft überwindet und frei durch den Raum schwebt. Im Fernsehen zauberte der Magier im Jahr 2021 unter anderem bei Sendung Penn & Teller: Fool Us im amerikanischen Fernsehen und bei Tú Sí Que Vales im italienischen Fernsehen. Zudem war der Künstler im Dezember 2021 bei der Landesschau des SWR als Studiogast im Interview. 2019 zauberte Auerbach bei Sag die Wahrheit ebenfalls im SWR Fernsehen. Länger zurück liegen die Auftritte für Carolin Reiber im ZDF bei der Superhitparade der Volksmusik, und beim Nachrichtenformat „Guten Abend RTL“, wo er mit einer Zukunftsvorhersage, bei der Gesellschaft zur wissenschaftlichen Untersuchung von Parawissenschaften (GWUP) unter der Aufsicht von Mark Benecke, für Aufsehen sorgte. Für den Fernsehsender Ebru TV moderierte Auerbach das Finale des Pangea-Mathematikwettbewerbs 2012 im Haus der Kulturen der Welt in Berlin. Im Mai 2017 belegte der Magier den zweiten Platz bei den Deutschen Meisterschaften der Zauberkunst und nahm im Juli 2018 bei den Weltmeisterschaften der Zauberkunst in Südkorea teil.
Auerbach organisiert in regelmäßigen Abständen Benefizveranstaltungen zugunsten der Äthiopienhilfe Menschen für Menschen des inzwischen verstorbenen Schauspielers Karlheinz Böhm. Bei der Gala im Juni 2015, bei der unter anderem die Flying Steps auftraten, wurden 5.000 Euro an die Stiftung übergeben, bei einer Gala im Jahr 2019 im Theater Freiburg 23.333 Euro. Über die Jahre sammelte der Künstler mehrere zehntausend Euro für die Hilfsorganisation. Anlässlich des 30-jährigen Bestehens der Stiftung zauberte der Magic Man in Äthiopien. An den Feierlichkeiten in Addis Abeba, bei denen Auerbach auftrat, nahmen neben Almaz Böhm und Karlheinz Böhm auch der ehemalige Bundespräsident Horst Köhler sowie Kuma Demeska, der Bürgermeister der afrikanischen Millionenmetropole und der äthiopische Weltrekordläufer Haile Gebrselassie teil. Seit September 2017 ist Auerbach Botschafter der Äthiopienhilfe.
Neben seinen Schaffen als Zauberer ist Auerbach auch als Trickerfinder und als Berater für andere Zauberkünstler tätig.

## TV-Auftritte
- Studiogast bei der Landesschau im SWR 2021[9]
- Tú Sí Que Vales auf Canale 5 2021[8]
- Penn & Teller: Fool Us auf The CW 2021[7]
- Sag die Wahrheit im SWR Fernsehen 2019[10]
- Carolin Reiber ZDF[11]
- Guten Abend RTL[12]
- Moderation Pangea-Mathematikwettbewerb bei Ebru TV[15]